# Mosteiro de Vivário

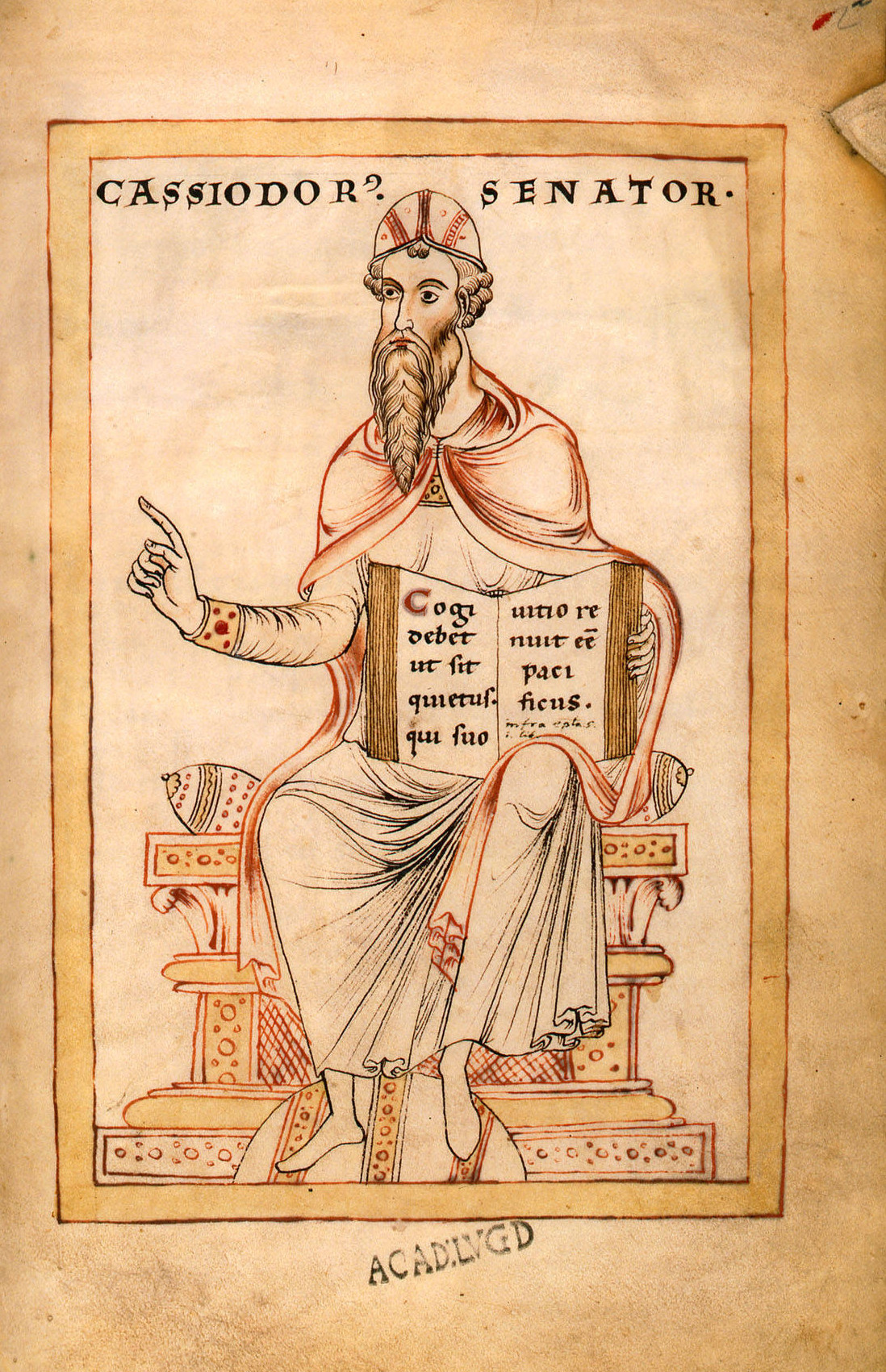
Cassiodoro, criador do Vivário, em um manuscrito do século XII

Monastério de Vivário foi um mosteiro fundado no século VI por Cassiodoro, perto de Squillace, na Calábria. Dentro do convento, Cassiodoro também estabeleceu um centro de estudos sobre a Bíblia e uma biblioteca, um local de conservação da literatura clássica (grego e latim). Cassiodoro, portanto, é conhecido pela tentativa de construir pontes sobre  falhas culturais do século VI: entre romanos e godos, entre cristãos ortodoxos e seus governantes arianos, entre Oriente e Ocidente, entre a cultura  grega e latina, entre cultura clássica-pagã e cultura cristã.

## História
O período de fundação do Vivário não é certo, apesar da tendência a considerar 544 como uma data provável, coincidindo com o retorno de Cassiodoro de Constantinopla. Há também a possibilidade de que um primeiro esboço do que se tornaria o mosteiro existisse por algum tempo, presente nos territórios de Squillace a partir de uma data desconhecida e usado como residência por Cassiodoro somente depois de voltar para casa após a guerra gótica. Em todo caso, não ajuda nas várias hipóteses o silêncio dos escritos de Cassiodoro. 
Eles já haviam sido publicados e nenhum dos trabalhos do ex-político  tratava dessa fundação; Nada se sabe sobre o nascimento deste projeto, nem quando esta ideia foi concebida. Embora seja previsto pelos últimos trabalhos de Cassiodoro uma abordagem poderosa para a fé cristã, por exemplo, o De anima e  Expositio Psalmorum. De fato, o principal objetivo do núcleo monástico era a cópia, conservação, escrita e estudo de volumes contendo textos dos clássicos e da patrística ocidental. 
A característica do Vivário era, portanto, sua forma de scriptorium, com os problemas relacionados ao fornecimento de materiais, estudo de técnicas de escrita e dificuldades econômicas; os códices e manuscritos produzidos no mosteiro alcançaram uma certa popularidade e estavam em grande demanda.